# Валлениус, Курт
Курт Мартти Валлениус (фин. Kurt Martti Wallenius; 25 июля 1893, Куопио — 3 мая 1984 или 5 мая 1984, Хельсинки) — финский военный деятель, генерал-майор финской армии (1930), один из создателей Лапуаского движения и ультраправой партии Патриотическое народное движение (IKL), ультраправый политик, военный корреспондент и писатель
.

## Биография
Родился 25 июля 1893 года в Куопио, в Великом княжестве Финляндском.
Участник Первой мировой войны. В начале 1915 года пробрался из Российской империи в Германию, где вступил в 27-й Королевский прусский егерский батальон, сражался с русскими войсками на северном участке Восточного фронта.
После окончания мировой войны вернулся в Финляндию. Принимал участие в Гражданской войне в Финляндии на стороне белофиннов. Командовал взводом в составе отряда, действовавшего в районе Тервола и Торнио. Затем принял командование войсками, действовавшими в районе Куолаярви и Куусамо. С марта по июль 1918 года в ходе Восточно-Карельской экспедиции — командир северной военной группы, дошедшей до г. Кемь. После окончания гражданской войны принял командование войсками в Северо-Западной Финляндии. Командовал полком «Salla» и 1-м пограничным полком.
В 1920-х годах некоторое время служил военным атташе в Берлине.
Вернувшись на родину, стал активным участником ультраправого движения Лапуа, исполнял функции генерального секретаря движения.
В конце февраля 1932 года — один из лидеров и военный руководитель неудавшегося государственного переворота, известного как мятеж в Мянтсяля. После ареста был приговорен к лишению свободы на срок более 1 года.
С 1934 по 1937 год был директором рыбкомбината в Петсамо, в 1937—1938 годах — военным корреспондентом в Китае, в 1939 году — в Германии.
Во время Советско-финляндской войны 1939—1940 годов командовал финскими войсками в Лапландии в составе Лапландской группы войск, которые остановили наступление РККА на Салла и Петсамо. После стабилизации фронта генерал К. М. Валлениус передал командование командующему Шведским добровольческим корпусом генералу Эрнсту Линдеру. Финские войска генерала К. М. Валлениуса были переброшены на западный берег Выборгского залива, где советские войска пересекли замерзшую бухту.
В первых числах марта был уволен в запас. После нападения Финляндии на СССР в июне 1941 года просился добровольцем на действительную военную службу, но его предложение было отклонено.
В послевоенное время жил с женой в арендованном бревенчатом доме на Маррасъярви в муниципалитете Рованиеми, писал книги и статьи по военной истории. В 1976 году семья перебралась в столичный микрорайон Каннелмяки. Скончался 3 мая 1984 года в возрасте 90 лет, через три года после кончины своей супруги.

## Избранная библиография

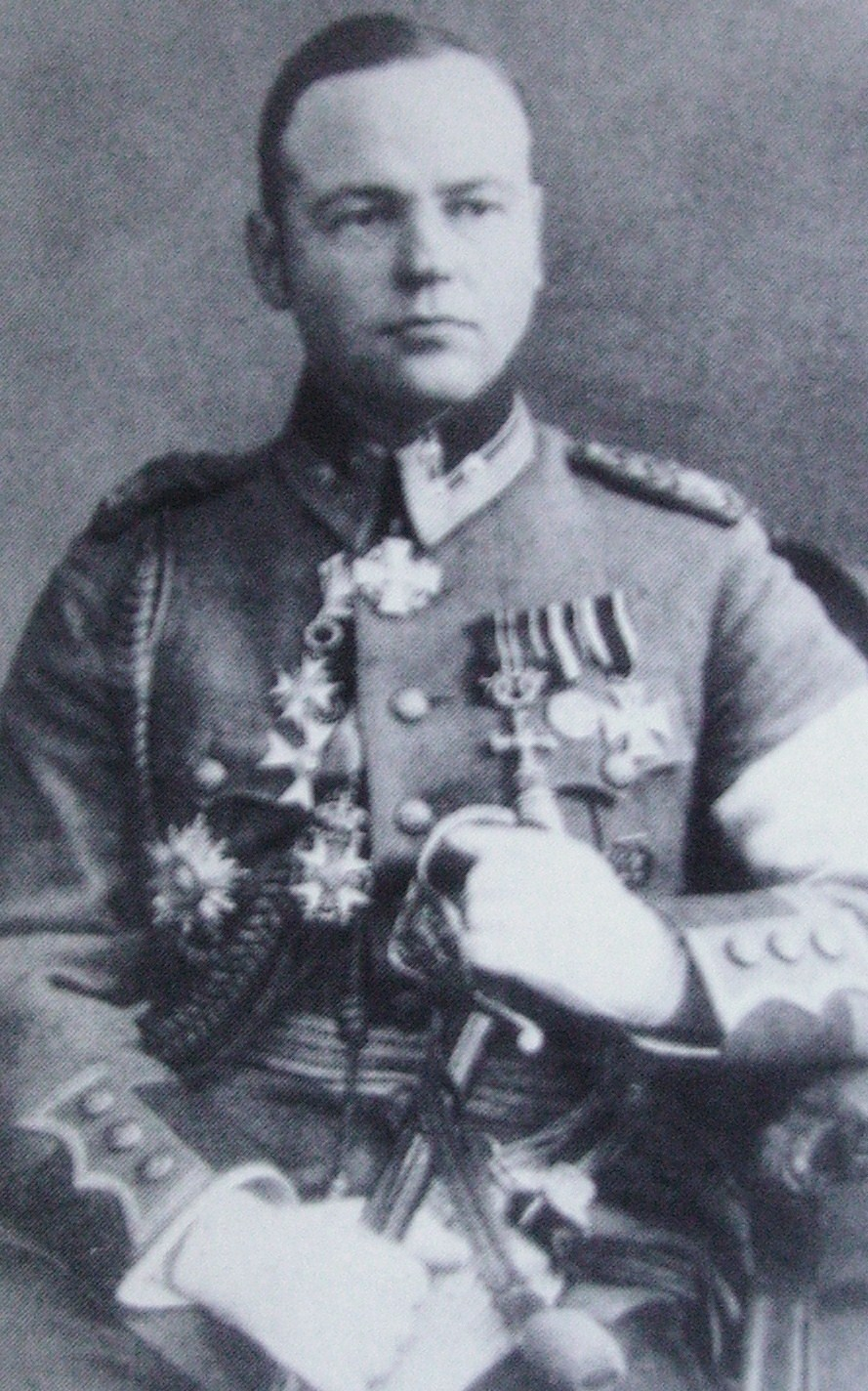

- Ihmismetsästäjiä ja erämiehiä (1933)
- Yli Lapin rajojen. Konsuli Eero Lampion jälkeenjääneestä käsikirjoituksesta elämänkuvauksen kirj. K. M. Wallenius (1936)
- Japani marssii (1938)
- Lapin sota 1939—1949 sanoin ja kuvin (1940, med Antti Hämäläinen)
- Emäpuu kertoo. Satuja aikuisille ja lapsille (1942)
- Vanhat kalajumalat (1951)
- Miesten meri (1952)
- Makreeta, merensoutajan vaimo (1959)
- Harakka-Antti lähtee itäjäihin (1961)
- Ihmismetsästäjiä ja erämiehiä sekä neljä uutta tarinaa (1962)
- Petsamo: mittaamattomien mahdollisuuksien maa. Historiaa ja kuvauksia (1994)